# Supernova (Lisa Lopes)
Supernova è il primo e unico album in studio da solista della cantante statunitense Lisa "Left Eye" Lopes, pubblicato nel 2001, prima della sua morte avvenuta nel 2002.

## Tracce
1. Life is Like a Park (featuring Carl Thomas) – 4:00 (T. Horton, M. Pitts, T. Dudley, L. Lopes)
2. Hot! – 4:13 (L. Lopes, T. Horton, D. Stinson, R. Grant, R. Grant)
3. The Block Party – 4:04 (L. Lopes, T. Horton, S. Remi, M. White)
4. Let Me Live – 3:53 (L. Lopes, I. Willis, M. Pitts, S. Remi, M. Patasar)
5. Jenny (featuring Jazze Pha) – 6:08 (L. Lopes, K. Thomas, P. Alexander, M. Pitts, R. Thomas)
6. I Believe in Me – 4:16 (T. Horton, T. Dudley)
7. Rags to Riches (featuring Andre Rison) – 4:37 (L. Lopes, A Rison)
8. True Confessions (featuring Angela Hunte) – 3:49 (L. Lopes, K. Thomas, A. Hunte, S. Remi)
9. Untouchable (con 2Pac) – 5:34 (L. Lopes, T. Horton, T. Shakur)
10. Head to the Sky (featuring Blaque) – 4:14 (L. Lopes, L. Willis, N. Reed, A. Rison, A. Colon, M. White)
11. The Universal Quest (featuring Esthero) – 5:48 (L. Lopes, J. Englishman, I. Giles, K. Clark)
12. A New Star is Born (featuring Tangi Forman) – 4:31 (L. Lopes, T. Forman, K. Heilbron, A. Vowles, R. Del Naja, G. Marshall, T. Thorn, B. Watt, J. Brown)
13. Breathe (featuring Grant Geissman & Tangi Forman) (hidden track) – 4:25 (L. Lopes)